# Bisdom Posadas

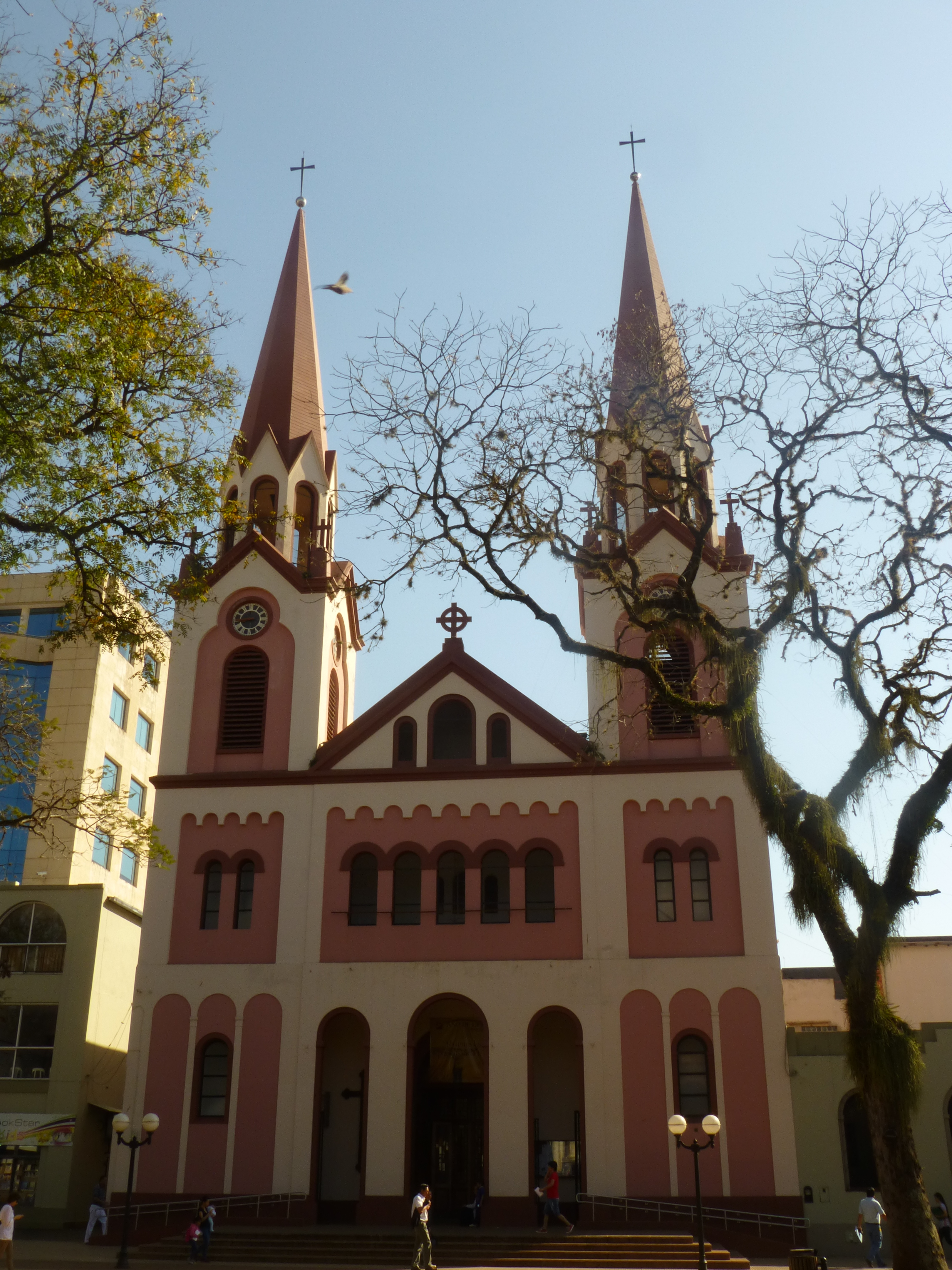
De kathedraal San José van Posadas

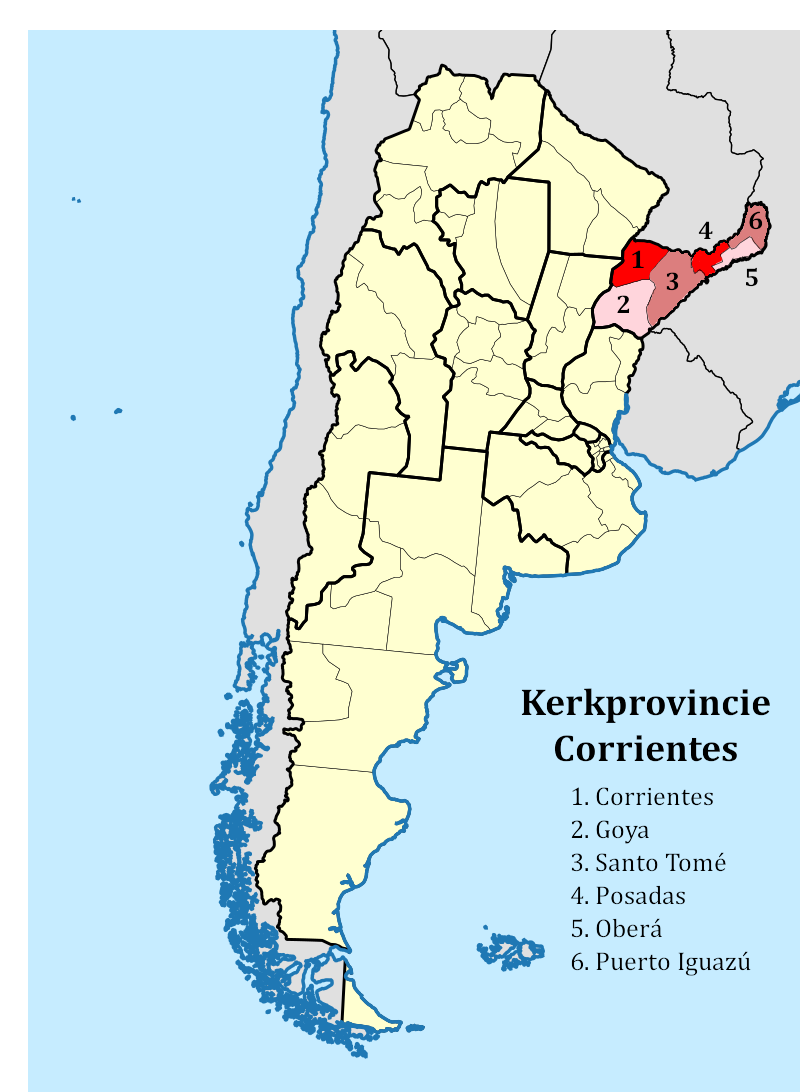
De bisdommen van de kerkprovincie Corrientes

Het bisdom Posadas (Latijn: Dioecesis Posadensis) is een rooms-katholiek bisdom met als zetel Posadas in Argentinië. Het bisdom is suffragaan aan het aartsbisdom Corrientes. Het bisdom werd opgericht in 1957.
In 2019 telde het bisdom 34 parochies. Het bisdom heeft een oppervlakte van 6.426 km² en telde in 2019 780.000 inwoners waarvan 60,9% rooms-katholiek waren. 

## Bisschoppen
- Jorge Kémérer, S.V.D. (1957-1986)
- Carmelo Juan Giaquinta (1986-1993)
- Alfonso Delgado Evers (1994-2000)
- Juan Rubén Martínez (2000-)

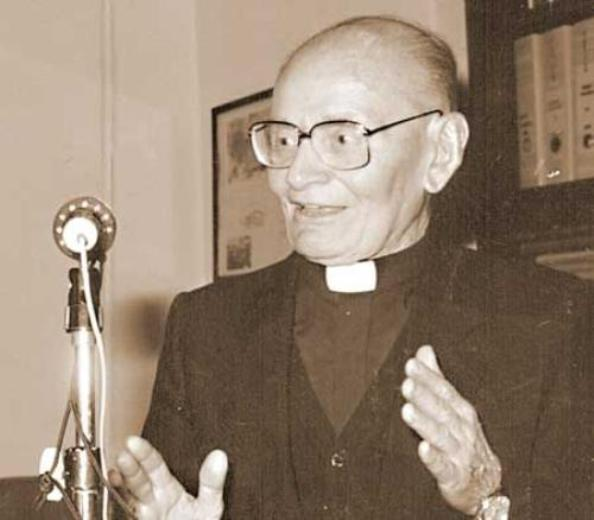
Jorge Kémérer
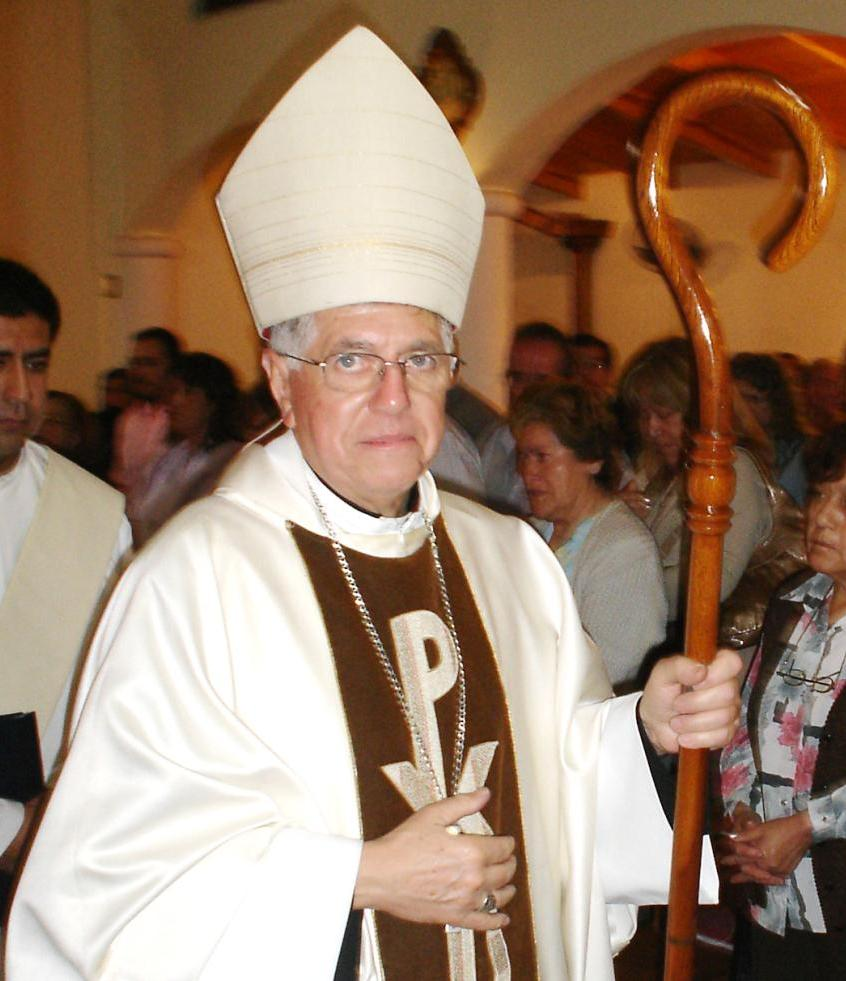
Alfonso Delgado Evers
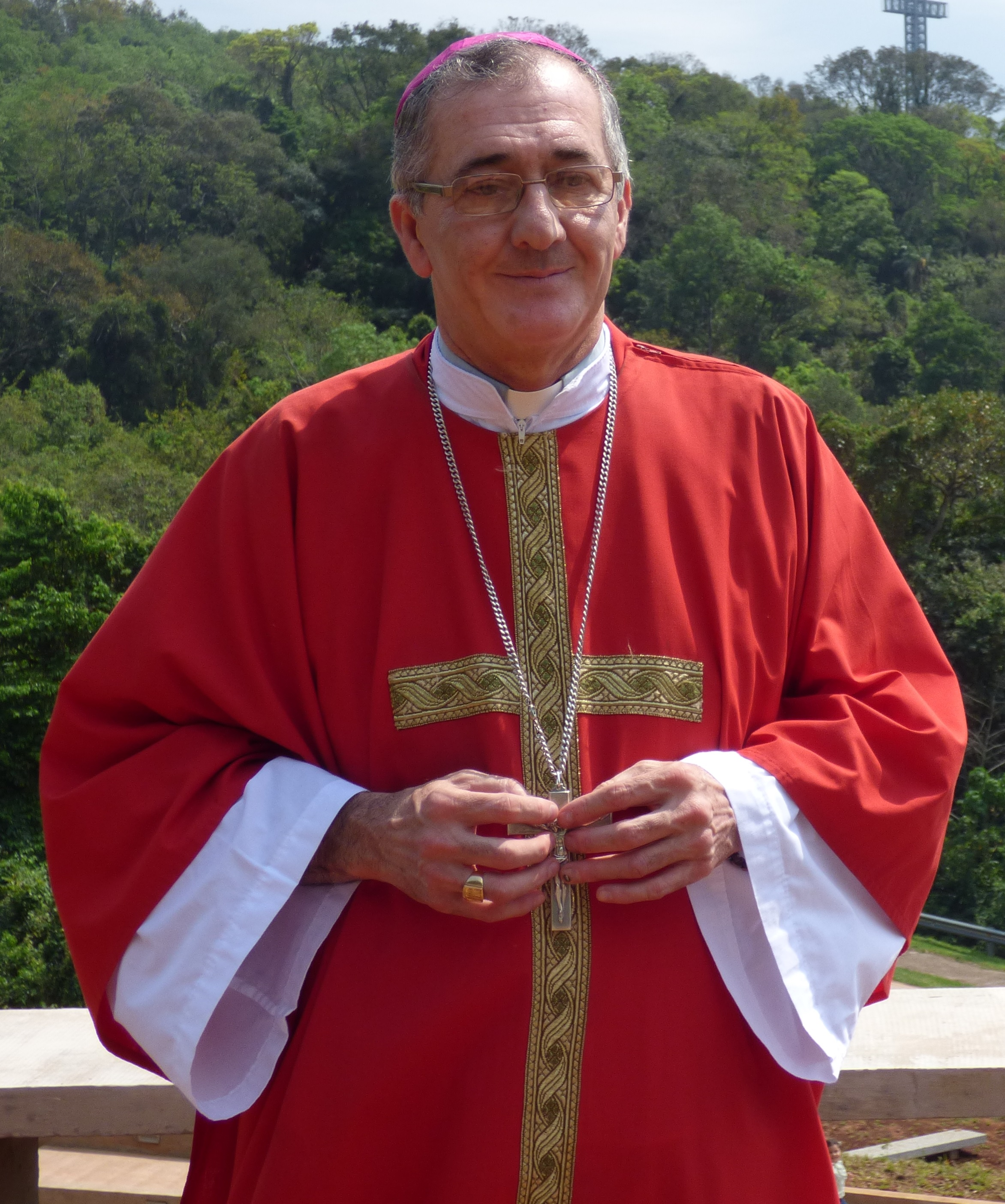
Juan Rubén Martínez

Corrientes (aartsbisdom) · Goya · Oberá · Posadas · Puerto Iguazú · Santo Tomé